# TV 1000 Russkoe Kino

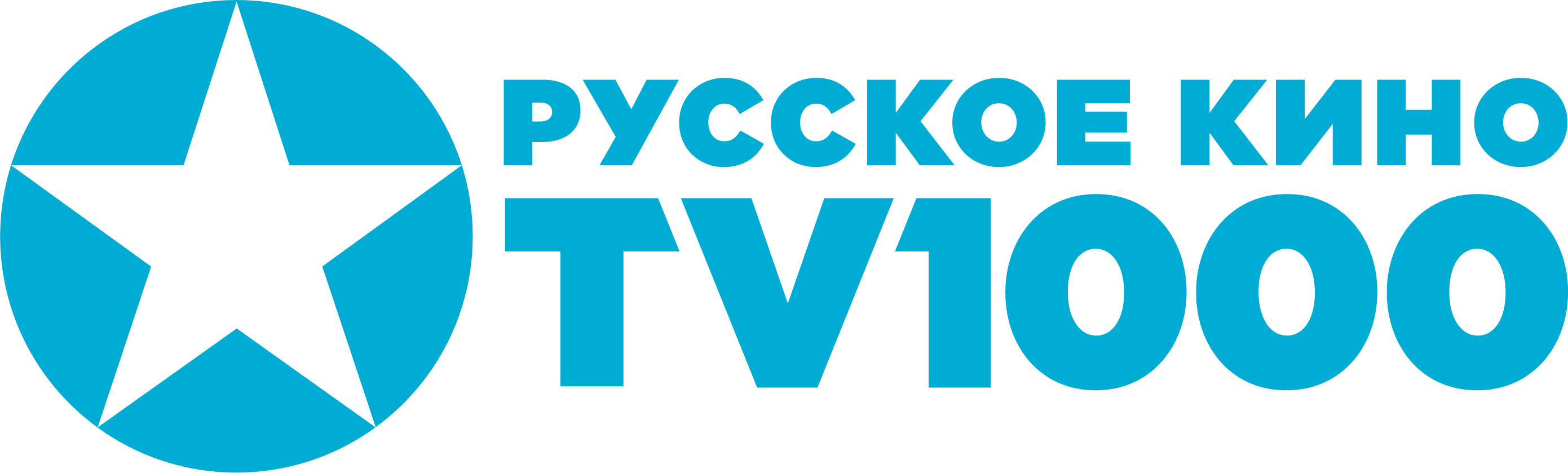

TV1000 Russkoe Kino (TV1000 Russian Kino, kyrilliska: ТВ1000 Русское Кино) är en TV-kanal ägd av Viasat Broadcasting som sänder ryskspråkiga långfilmer dygnet runt. Kanalen lanserades den 1 oktober 2005 för Viasats satellitkunder i de baltiska länderna samt via kabelnät i Ryssland, Ukraina, Kazakstan och andra OSS-länder. Bland Viasats övriga betal-TV-kanaler i Östeuropa fanns tidigare TV1000 East, Viasat History och Viasat Explorer.